# Euphydryas anicia
Espèce
Euphydryas anicia est un lépidoptère appartenant à la famille des Nymphalidae, à la sous-famille des Nymphalinae et au genre Euphydryas.

## Dénomination
Euphydryas anicia a été nommé par Henry Doubleday en 1847.
Synonymes :Melitaea anicia (Doubleday,1847); Lemonias anicia ; Dyar, 1903; Occidryas anicia ; Higgins, 1981.
Euphydryas anicia est considéré par certains comme une sous-espèce d' Euphydryas chalcedona, Euphydryas chalcedona anicia

### Noms vernaculaires
Euphydryas anicia se nomme en anglais Anicia Checkerspot.

### Sous-espèces
- Euphydryas anicia alena (Barnes et Benjamin, 1926)
- Euphydryas anicia bakeri (Stallings et Turner, 1945)
- Euphydryas anicia bernadetta (Leussler, 1920)
- Euphydryas anicia capella (Barnes, 1897)
- Euphydryas anicia carmentis (Barnes et Benjamin, 1926)
- Euphydryas anicia chuskae (Ferris et R. Holland, 1980)
- Euphydryas anicia cloudcrofti (Ferris et R. Holland, 1980)
- Euphydryas anicia effi (Stallings et Turner, 1945)
- Euphydryas anicia eurytion (Mead, 1875)
- Euphydryas anicia helvia (Scudder, 1869) en Alaska.
- Euphydryas anicia hermosa (Wright, 1905) dans l'Arizona.
- Euphydryas anicia hopfingeri (Gunder, 1934)
- Euphydryas anicia howlandi (Stallings et Turner, 1947)
- Euphydryas anicia irelandi (Gunder, 1929)
- Euphydryas anicia macyi (Fender et Jewett, 1953)
- Euphydryas anicia magdalena (Barnes et McDunnough, 1918)
- Euphydryas anicia maria (Skinner, 1899) dans l'Utah.
- Euphydryas anicia morandi (Gunder, 1928)
- Euphydryas anicia veazieae (Fender et Jewett, 1953)
- Euphydryas anicia wheeleri (H. Edwards, 1881)
- Euphydryas anicia windi (Gunder, 1932)[1].

## Description
Euphydryas anicia présente un aspect très variable, ce qui explique le très grand nombre de sous-espèces décrites. La face supérieure des ailes est noire avec des lignes de taches blanches et orange en forme de damier, avec une bordure orange et une frange blanche entrecoupée. Les variations portent sur la couleur jaune, orange ou rouge orangé suivant les sous-espèces.
Le revers est plus clair avec la même ornementation. Les antennes sont en massue,.

## Biologie

### Période de vol et hivernation
L'imago vole en une génération.
la chenille hiberne au troisième ou au quatrième stade

### Plantes hôtes
Les plantes hôtes de la chenille sont des Plantaginaceae, Scrophulariaceae et Boraginaceae, Penstemon, Castilleja.

## Écologie et distribution
Il est présent dans l'ouest de l'Amérique du Nord, au canada en Alberta, dans l'État de Washington,le Montana et le nord du Wyoming, l'Oregon, la Californie, le Nevada, le Colorado et dans l'Arizona,.

### Biotope
Il réside dans les prairies et les clairières, près des cours d'eau.

### Protection
Pas de statut de protection particulier.